# Itkoelmeer (Chakassië)
Het Itkoelmeer (Russisch: Озеро Иткуль), ook Itkolmeer, is het grootste zoetwatermeer van de Russische autonome republiek Chakassië en valt geheel onder het strikte natuurreservaat Zapovednik Chakasski. Het Itkoelmeer heeft een oppervlakte van 23,2 km², heeft een lengte van ca. 6,5 km en een breedte van ca. 5 km. De diepte is 17 meter en het ligt 455 m boven zeeniveau.
Het ligt 3 km zuidwest van Zjemtsjoezjni, een dorp dat er drinkwater van betrekt, en het 100 meter lager gelegen Sjirameer. De omgeving bestaat uit een steppelandschap, de zuidwestkant is heuvelachtig en begroeid met lariksen.
Vogelsoorten die voorkomen zijn de jufferkraanvogel, de slechtvalk en de sakervalk. Het meer is rijk aan vis. In de nabijheid van het meer bevinden zich grafheuvels van de Okoenevcultuur uit de vroege bronstijd.